# Артур, Дженни
Дженни Ливетт Артур (англ. Jenny Lyvette Arthur; род. 11 декабря 1993 года) — американская тяжелоатлетка, призёр чемпионата мира 2019 года, многократный призёр панамериканского чемпионата, участница летних Олимпийских игр 2016 года. 

## Карьера
Дебют на международных соревнованиях по тяжёлой атлетике пришёлся на 2011 год. Она приняла участие в чемпионате мира среди молодёжи и стала шестнадцатой в итоговом протоколе.
Два года подряд в 2013 и 2014 году становилась серебряным призёром Панамериканского чемпионата по тяжёлой атлетике в весовой категории до 75 кг. 
На летних Олимпийских играх в Бразилии приняла участие в соревнованиях весовой категории до 75 кг. С результатом 242 кг заняла итоговое шестое место. 
На Панамериканском чемпионате 2019 года в Гватемале она стала серебряной медалисткой в весовой категории до 76 кг с результатом 243. 
На предолимпийском чемпионате мира 2019 года, который проходил в Таиланде, американская спортсменка завоевала бронзовую медаль в весовой категории до 81 кг. Общий вес на штанге 245 кг. В упражнении рывок она стала седьмой, в толкании завоевала малую серебряную медаль (139 кг).